# 고료촌 (구마모토현)
고료촌(일본어: 御領村)은 일본 구마모토현 아마쿠사군에 설치되었던 촌이다. 

## 역사
- 1889년 4월 1일 - 정촌제 시행에 수반해 고료촌이 단독으로 지자체를 형성하였다.
- 1955년 5월 1일 - 후타에정, 오니이케촌, 데노촌, 조가와라촌과 합병해 이쓰와정이 성립하였다.

## 참고 문헌
- 角川日本地名大辞典編纂委員会, 『角川日本地名大辞典 43 熊本県』1987, 角川書店
- 「五和町史」2002年